# Wenzel Müller
Wenzel Müller (ur. 26 września 1767 w Markt Türnau, zm. 3 sierpnia 1835 w Baden) – austriacki kompozytor i dyrygent, najpłodniejszy w historii twórca oper.

## Życiorys
Nauczył się grać na wszystkich instrumentach ówczesnej orkiestry, komponować zaczął już w młodości, początkowo utwory na instrumenty dęte i muzykę religijną. Kształcił się przy klasztorze benedyktynów w Raigern. Następnie był uczniem Karla Dittersa von Dittersdorfa w Johannesbergu. W 1782 roku został trzecim skrzypkiem teatru Waizhofera w Brnie, w tym samym roku napisał swój pierwszy singspiel, Das verfehlte Rendezvouz, oder Die weiblichen Jäger. W latach 1786–1807 i 1813–1830 dyrygował orkiestrą Leopoldstädter Theater w Wiedniu. Od 1807 do 1813 roku działał jako dyrygent Opery Niemieckiej w Pradze.

## Twórczość
Był niezwykle płodnym kompozytorem, skomponował samodzielnie muzykę do około 250 pozycji scenicznych. Napisał najwięcej oper w historii muzyki – 166. Początkowo tworzył singspiele, od kilku do kilkunastu rocznie. Z czasem zaczął wykraczać poza gatunek singspielu, rozbudowując muzyczne numery i zbliżając się bardziej w kierunku opery buffa. Uprawiał też gatunek parodii operowej, melodramatu, a później też singspiele i opery o tematyce baśniowej. Jego utwory zyskały sobie rozgłos dzięki melodyjności, prostocie i różnorodności typów pieśni, piosenek i duetów. Do najbardziej popularnych należały Das Sonnenfest der Braminen (1790), Kaspar Der Fagottist, oder Die Zauberzither (1791), Die Schwestern von Prag (1794), Das lustige Beilager (1797), Die zwölf schlafenden Jungfrauen (1797), Die Teufelsmühle am Wienerberg (1799), Tankredi (1817), Der verwunschene Prinz (1818), Aline, oder Wien in einem andern Weltteil (1822), Der Barometermacher auf der Zauberinsel (1823), Die gefesselte Phantasie (1828), Der Alpenkönigund der Menschenfeind (1828). Komponował ponadto utwory religijne, symfonie, utwory kameralne i fortepianowe, pieśni.